# Das Klima-Buch

Der vordere Einband des Buches zeigt die Klimastreifen (Farbsättigung und Anzahl der Streifen entsprechen hier nicht denen auf dem Einband)

Das Klima-Buch (englischer Originaltitel: The Climate Book) ist ein von Greta Thunberg in Zusammenarbeit mit vielen Wissenschaftlern und Wissenschaftsjournalisten geschriebenes Sachbuch zum Thema Klimawandel und Klimaschutz. Das englische Original und Übersetzungen in Sprachen wie Deutsch, Niederländisch, Spanisch, Portugiesisch, Französisch, Italienisch, Schwedisch, Dänisch und Norwegisch erschienen nahezu zeitgleich im Oktober 2022.

## Inhalt und Intention
Das Buch ist eine interdisziplinäre Gemeinschaftsleistung, die durch eine übergreifende Gliederung in fünf Teile gegliedert ist. Insgesamt trugen mehr als 100 Experten aus zahlreichen Fachdisziplinen wie Geophysik, Meteorologie, Ingenieurwesen, Mathematik, Geschichtswissenschaft sowie Führungspersönlichkeiten indigener Völker zum Buch bei. Unter ihnen sind u. a. Stefan Rahmstorf, Johan Rockström, Tedros Adhanom Ghebreyesus, Amitav Ghosh, Margaret Atwood, Per Espen Stoknes Drew Shindell, Michael Oppenheimer, Bill McKibben, Elizabeth Kolbert, Michael E. Mann, George Monbiot, Naomi Oreskes, Robin Wall Kimmerer, Thomas Piketty, Kate Raworth, Nicholas Stern und Naomi Klein.
Die einzelnen Beiträge werden durch Einleitungen von Thunberg zu größeren Abschnitten zusammengefasst. Diese sind:
- 1: Wie das Klima funktioniert
- 2: Wie sich unser Planet verändert
- 3: Wie es uns betrifft
- 4: Was wir dagegen unternommen haben
- 5: Was wir jetzt tun müssen

Mit dem Buch wird der Versuch gemacht, Grundlagen für ein komplexes Verständnis der globalen Klimakrise zu legen und Antworten zu ihrer Bewältigung zu skizzieren. In Schulen und Medien soll Klimabildung vorangetrieben werden, die als Voraussetzung für sinnvolles Handeln angesehen wird. Thunberg macht den Versuch, eine aus ihrer Sicht falsche Ausgewogenheit in der Berichterstattung aufzuzeigen, die Manipulation von Umweltstatistiken durch „Herausverhandeln“ von Emissionen und irreführende Etikettierungen wie „grüner“ Wasserstoff offenzulegen und die Stimmen der gegenwärtig am stärksten von den Auswirkungen des Klimawandels Betroffenen aus dem globalen Süden zu Gehör zu bringen.
Um den Umfang des Buchs nicht um weitere 114 Seiten zu vergrößern, wurden das Literaturverzeichnis und der Anmerkungsapparat auf die Webseite des Verlags ausgelagert.

## Ergänzung des Aktionsprogramms
Mit dem Klimabuch ergänzt Greta Thunberg ihre Organisation von Demonstrationen und Gesprächen mit führenden Politikern und Managern durch Information und Aufklärung der Bevölkerung. Denn die ist ihrer Meinung nach die notwendige Voraussetzung dafür, dass die Bevölkerung ihre Einstellung und ihre Lebensweise verändert. Dabei ist sie sich darüber im Klaren, dass das durch Klimaaktivisten allein nicht erreicht werden kann. Notwendig sei, dass die Medien nicht mehr verharmlosen, sondern an der Aufklärung mitwirken.

## Über das Buch

### Verlagsmitteilung
Die Verlagsmitteilung stellt heraus, dass Greta Thunberg in diesem Buch über hundert Experten aus Geophysik, Mathematik, Ozeanographie, Meteorologie, Ökonomie, Psychologie und Philosophie dafür gewonnen habe, Wege für die nahezu unmögliche Aufgabe aufzuzeigen, „eine Zukunft für das Leben auf unserem Planeten zu sichern“. Dabei gelte es, sich „gegen scheinbar übermächtige Gegner durchzusetzen“: gegen Ölmultis, Regierungen und „das im Wandel befindliche Klimasystem“. Das sei nach Greta Thunberg nur möglich, wenn gegen das vorherrschende Greenwashing ein realistisches Gesamtbild aufgedeckt und so eine gezielte Veränderung ermöglicht werde.

### Rezensionen
Perlentaucher: Rezensionsnotiz zu Frankfurter Allgemeine Zeitung, 29.10.2022
„Rezensent Joachim Müller-Jung ist fast ein bisschen überrascht, wie zahm Greta Thunberg in diesem Buch daherkommt – auch vor dem Hintergrund der weit medienwirksameren „Verzweiflungstaten“ anderer Aktivisten zurzeit. Weniger „How dare you“, dafür mehr „Aufklärungsprosa“ begegnet dem Kritiker auf den rund 500 Seiten, von denen ca. 50 von Thunberg selbst, der Rest von Experten verfasst wurde. Schlecht findet Müller-Jung den ruhigen Tonfall aber nicht: Gerade den internationalen Verhandlungen fehle es oftmals an der sprachlichen „Klarheit und Direktheit“, die Thunberg und ihre Mitautoren hier beweisen, unterstützt auch durch ein gutes Lektorat, lobt der Kritiker. Auch bleibe der jungen Aktivistin so immerhin der übliche Shitstorm erspart, überlegt er. Ein informatives Krisenhandbuch vor dem siebenundzwanzigsten Weltklimagipfel, das wieder einmal „entschlossenes“ Handeln fordert, dabei aber leider nicht allzu viel mediale Aufmerksamkeit erlangt, so Müller-Jung.“

## Bibliographische Angaben
- Greta Thunberg: Das Klima-Buch. Übersetzt von: Michael Bischoff, Ulrike Bischoff. S. Fischer Verlag, 2022, ISBN 978-3-10-397189-7 (2+20+489+3+2 Seiten), Quellen (PDF; 1,0 MB),

## Einzelbelege
1. ↑  Das Klima-Buch. Aus dem Englischen übersetzt von Ulrike und Michael Bischoff. S. Fischer, Frankfurt am Main 2022.
2. ↑  Miki Perkins: Greta Thunberg sees her climate book as ‘a new type of activism’. In: The Sydney Morning Herald. 3. November 2022, abgerufen am 5. Februar 2023.
3. ↑  "Das Klima-Buch": Greta Thunberg veröffentlicht Nachschlagewerk. In: Kurier, 27. Oktober 2022. Abgerufen am 25. Februar 2023.
4. ↑  Book review: Greta Thunberg tells it like it is in “The Climate Book” . In: YaleClimateConnections, 21. Februar 2023. Abgerufen am 25. Februar 2023.
5. ↑  Zur Untergliederung siehe: Das Klima-Buch. In: Unterrichten.zum.de. Abgerufen am 5. Februar 2023.
6. ↑  „Die am stärksten Betroffenen in den am stärksten betroffenen Regionen […] stehen an der Front der Klimakrise. Aber sie stehen nicht auf den Titelseiten unserer Zeitungen. Ihre Stimmen müssen gehört werden, und dabei können wir alle helfen. Verbreitet ihre Geschichten und ihre Namen.“ (S. 475).
7. ↑  Das Klima-Buch von Greta Thunberg. Quellenangaben. (PDF) In: bilder-fischer.s3.eu-central-1.amazonaws.com. Abgerufen am 5. Februar 2023.
8. ↑  Historische Forschung hat ergeben, „dass von den gewaltlosen Massenbewegungen, die einen Sturz ihrer Regierung anstrebten, keine scheiterte, nachdem sie 3,5 Prozent der Bevölkerung mobilisiert hatte, sich an Massendemonstrationen zu beteiligen.“ (S. 404).
9. ↑  Weshalb klagt Greta Thunberg in letzter Zeit weniger an und legt mehr Wert auf Information? In: FontanefansSchnipsel.blogspot.com. 10. Januar 2023, abgerufen am 5. Februar 2023.
10. ↑  Der Soziologe Damon Centola stellte „fest, dass der kritische Kipppunkt, an dem eine allgemeine Verhaltensänderung eintritt, bei einer engagierten Minderheit von 25 Prozent liegt. […] Forschungen belegen, dass sich die 25-Prozent-Schwelle mit erstaunlicher Geschwindigkeit erreichen lässt.“ (S. 405).
11. ↑  „In Anbetracht der Größe unserer Aufgabe und der Zeit, die uns zum Handeln bleibt, gibt es offen gesagt, keine andere Instanz als unsere Medien, die über die Möglichkeit verfügt, die erforderliche Transformation unserer globalen Gesellschaft herbeizuführen.“ (S. 395).
12. ↑  Das Klima-Buch von Greta Thunberg. Der aktuellste Stand der Wissenschaft unter Mitarbeit der weltweit führenden Expert:innen. In: FischerVerlage.de. Abgerufen am 5. Februar 2023.
13. ↑  Greta Thunberg. Das Klima-Buch von Greta Thunberg. In Perlentaucher.de. Abgerufen am 5. Februar 2023.